# Cártel de los Alemanes
El Cártel de los Alemanes es una organización criminal originaria del estado de San Luis Potosí, estando ligado al narcotráfico, robo a transportes de carga, trata de personas y lavado de dinero. El grupo es mayormente conocido por el secuestro 23 personas y el hallazgo de 106 migrantes en el municipio de Matehuala. El cártel actualmente está en disputa con facciones del Cártel de Jalisco Nueva Generación, Cártel del Noreste e incluso de La Familia Michoacana.
El grupo es una escisión de Los Zetas en San Luis Potosí, mismo que se presume que fue formado por Alfredo Alemán Narváez, alías El Comandante Alemán, quien antes de ser detenido el 17 de noviembre de 2011, y nuevamente en 2015, el cual tenía vínculos con Ángel Treviño Morales ‘El 40′, así como Iván Velázquez Caballero ‘El Talibán’ (fundador de Los Talibanes. Una vez los Zetas perdieron presencia en el estado, la organización comenzó su actividad de manera autónoma, siendo su centro de operaciones la Zona metropolitana de San Luis Potosí.

## Antecedentes
El grupo fue formado por Alfredo Alemán Narváez, alías El Comandante Alemán, cabecilla de Los Zetas fuerzas especiales del Ejército mexicano en un operativo realizado en Fresnillo, Zacatecas, donde el sospechoso asistió a una carrera de caballos. El Comandante Alemán, fue encargado de la organización delictiva, en medio de la pugna contra el Cártel del Golfo en los estados de Zacatecas y San Luis Potosí. En 2015, El Comandante Alemán fue liberado del Penal Federal de Occidente en Jalisco.

## Actividad
En agosto de 2020, el cártel hace su irrupción el cártel, amenazando al gobernador de ese entonces Juan Manuel Carreras y al coronel Rolando Solano Rivera, del 40 Batallón de Infantería, en un video que circuló en redes sociales en donde el grupo reafirmo su presencia en la capital y el estado mientras posaban con armas largas. El 20 de agosto, sujetos armados asesinaron a Guillermo Alberto Pérez Moreno, encargado de la Unidad Administrativa, quien trabajaba en la organización regional de la Fiscalía General de la República (FGR), ocurridos los hechos en la colonia Satélite, al sur de la ciudad capital. Según investigaciones uno de los sujetos armados sería exmiembro de la policía ministerial, apodado simplemente con "El Madrid".
El 3 de marzo de 2021 es asesinado Rodrigo Sánchez Flores, alias el Ferrari, polémico miembro del PRI, siendo excandidato a presidente municipal a la alcaldía de Tamazunchale en 2009 y 2015. En ese mismo mes es abandonado un cadáver decapitado en la comunidad de Santa Rita, en el municipio de San Luis Potosí. El Cártel de Jalisco Nueva Generación señalo al cártel de los Alemanes y al Cártel del Golfo de varios asesinatos en el estado, además de anunciar una escalada en sus actividades
En noviembre de 2021, la Operativa Bélica, un brazo armado del Cártel de Jalisco Nueva Generación (CJNG) en la región, publicó un video en la delegación de La Pila, donde amenaza a autoridades locales y otros grupo criminales (incluyendo a Los Alemanes), los cuáles señalan de extorsionar. En septiembre del mismo año, el CJNG vuelve a realizar una grabación amenazando a policías ministeriales y a grupos rivales sobre todos a los Alemanes.
El 16 de mayo de 2023, se registra un ataque armado contra las instalaciones de la comandancia de Villa de Reyes, en San Luis Potosí, el cual deja como saldo dos policías municipales muertos. Días después, un video publicado por el CJNG en donde es interrogado un sicario del cártel de los Alemanes, y confiesa el homicidio de los dos agentes. El 23 de mayo, se registraron una serie de enfrentamientos en la localidad de Guadalcázar, el cual dejó una casa con graves daños materiales, además de que autoridades municipales instaron a la población de no salir de sus casas.

### Arrestos
El 23 de septiembre de 2022, es detenido Alfredo Alemán Narváez, el Comandante Alemán, esto después de un operativo en una residencia en García, Nuevo León. En octubre del mismo año es procesado el "Comandante Alemán" por delitos en contra la salud, esto por la posesión de fentanilo y clorhidrato de metanfetamina con fines de comercio, posesión de arma de fuego, cartuchos y cargadores, los cuales eron uso exclusivo del ejército y Armada, así como operaciones con recursos de procedencia ilícita.